# Jasmin Gerat
Jasmin Gerat (přechýleně Geratová) (25. prosince 1978, Berlín) je německá filmová a divadelní herečka.

## Život
Jasmin je dcerou německé matky a tureckého otce. V roce 1994 vyhrála soutěž Bravo girl. Později začala pracovat v německých televizích, kde moderovala pořady jako Heart Attack či Chartbreaker. Svou hereckou kariéru zahájila v roce 1997.

## Filmografie (výběr)
- First Love – Die große Liebe (1997) - (seriál)
- SK-Babies – Partyline (1998) - krimiseriál
- Pobřežní stráž (Küstenwache) (2000–2005) - krimiseriál
- I Love You, Baby (2000) - thriller
- Marokko und der beste Mensch der Welt (2001) - drama
- Kriminálka Kolín (SK Kölsch – Die letzte Runde) (2002) - krimiseriál
- Big Ben - Oslnivá krása (Der Bulle von Tölz – Strahlende Schönheit) (2003) - krimi
- Speciální tým Kolín (SOKO Köln) (2003) - krimiseriál
- Zwischen Liebe und Tod (2004) - dobrodružný
- Nachtschicht – Vatertag (2004) - krimi
- Holky to chtěj taky 2 (Mädchen, Mädchen 2 – Loft oder Liebe (2004) - komedie
- Die Mandantin (2005) - drama
- Muž bez paměti (Mord auf Rezept) (2006) - thriller
- Kuře s ušima (Zweiohrküken) (2009) - romantická komedie
- Kohout na víně (Kokowääh) (2011) - komedie
- Každý dělá, co umí (Mann tut was Mann kann) (2012) - romantická komedie
- Kohout na víně 2 (Kokowääh 2) (2013) - komedie
- Den blbec (Nicht mein Tag) (2014) - akční komedie